# 秋田貨運站

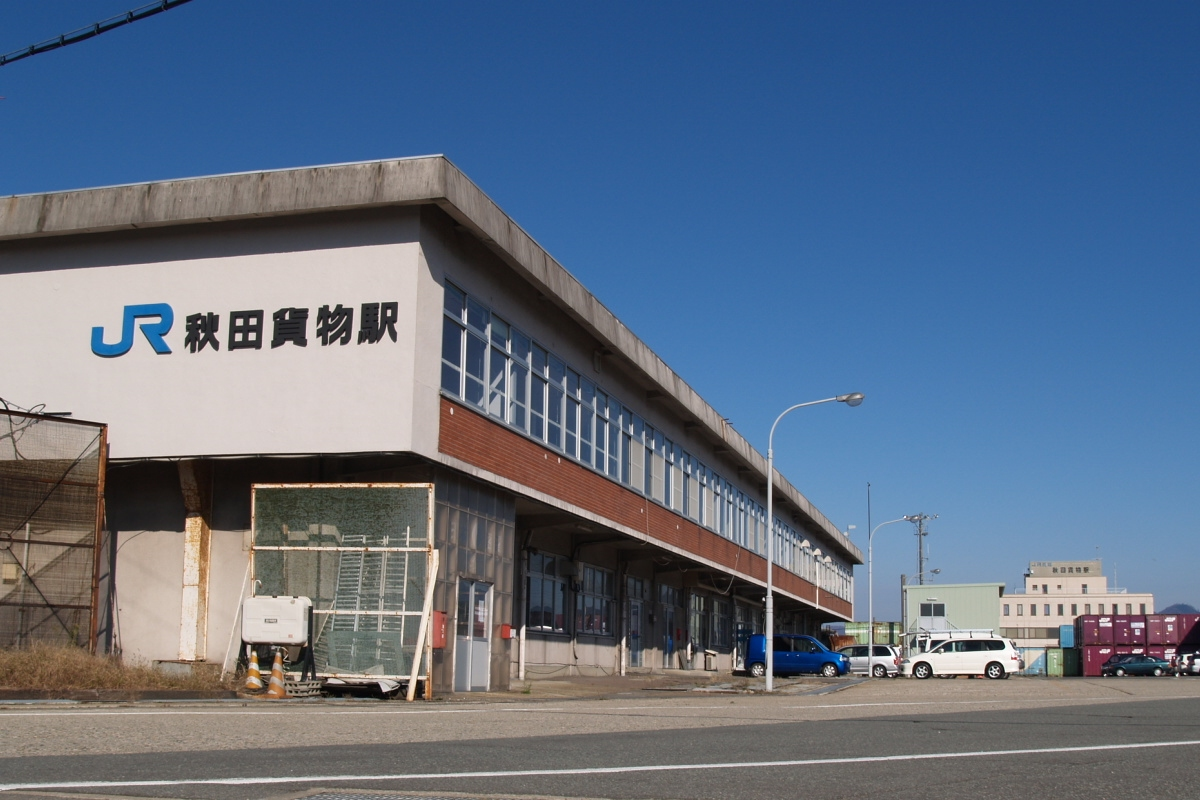
2008年的秋田貨物車站一景。左邊的舊辦公室已被拆卸，遠端米色的建築物為現時站房暨綜合事務所。

秋田貨運站（日语：／ Akita Kamotsu eki */?）是一個位於日本秋田縣秋田市泉菅野一丁目19-1，由日本貨物鐵道（JR貨物）所經營的貨運車站，車站編號為2241。秋田貨物是JR貨物於JR東日本經營的奧羽本線上的貨運集散車站，也是秋田縣境內規模最大的貨運車站。

## 車站結構

### 站房
以水泥建成的三層高站房。位於車站範圍的東南方，剛好處於島式貨櫃月台末端及側式暨港灣式月台間，是這個貨物車站的綜合事務所，秋田營業所亦設於此。
而在車路入口處，曾經另建有一座兩層高的水泥建築物，為舊的站房，當新綜合事務所樓建成後，曾改租於日本通運作辦事處，而秋田營業所亦一時仍留置於此，但不遲於2020年時，舊站房已經被拆去，只留一下一片空地。

### 月台
車站中央設有1座島式的貨物月台，連同西南有一個設有屋頂的側式貨物月台以對照4條港灣式側線。而綜合事務所後方為設有兩條線道的機車維修中心，此外，位於兩個月台旁邊，以及西北方均設有多條側線和留置線，總數超過10條。不過，本站採用E&S模式運作，列車直接駛入貨櫃月台，進行卸櫃及重新裝櫃後便立即出發至下一個目的，使需要額外停靠在側線或留置線上的列車大幅減少。

### 處理類型
本站現時可處理12呎小型、20呎中型（標準模式及24噸負重）及30呎大型貨櫃、符合ISO 668規格的20呎國際海運標準貨櫃以及罐式集裝箱，亦已獲得許可運載不同類型的工業廢料。
本站主要以運送稻米、建築材料、啤酒瓶、金屬等的貨物為主。

## 歷史
- 1944年3月31日：開設「八幡田信號場」（はちまんでんしんごうじょう）。
- 1960年8月1日：昇格為「秋田操車場」，並向土崎站遷移約100米。
- 1964年10月1日：開始貨物服務，昇格為貨運站，並改稱「秋田操站」。
- 1965年10月1日：開始貨櫃提取服務。
- 1974年10月1日：手提行李提取服務開始。
- 1978年9月26日：手提行李提取服務終止。
- 1984年2月1日：解除指定組成站，改為新指定輸送基地。
- 1986年11月1日：解除指定輸送基地及貨車操車場機能。
- 1987年4月1日：國鐵分割民營化下，由JR貨物承繼。
- 1990年3月10日：改稱「秋田貨運站」[3]。
- 1993年6月27日：遷移至現地，改採用E&S方式（遷移前地址為秋田市外旭川水口170）。
- 1994年12月：秋田貨運站與秋田機關區統合（乘務員基地、貨車檢修基地），設置秋田綜合鐵道部[4]。

## 相鄰車站
東日本旅客鐵道
奧羽本線
泉外旭川－秋田貨運站－土崎